# أرتور كوتشاريان
أرتور كوتشاريان (14 سبتمبر 1974 بيريفان في أرمينيا - ) هو لاعب كرة قدم أرمني (وحمل سابقاً جنسية الاتحاد السوفيتي) في مركز الهجوم. شارك مع منتخب أرمينيا تحت 21 سنة لكرة القدم ومنتخب أرمينيا لكرة القدم. أما مع النوادي، فقد لعب مع أرارات يريفان وبيونيك يريفان ونادي أوليسيس ونادي جاندجاسر كابان ونادي سبارتاك يريفان ونادي ميكا ونادي هومنتمن بيروت وFC Kotayk ‏ وFC Malatia ‏ وZvartnots-AAL FC ‏ ونادي الحكمة بيروت.

## وصلات خارجية
- أرتور كوتشاريان على موقع قاعدة بيانات كرة القدم.إي يو (الإنجليزية)
- أرتور كوتشاريان على موقع ناشيونال فوتبول تيمز (الإنجليزية)
- أرتور كوتشاريان على موقع Soccerway.com (الإنجليزية)